# Heterochthonius caucasicus
Heterochthonius caucasicus är en kvalsterart som beskrevs av Krivolutsky 1977. Heterochthonius caucasicus ingår i släktet Heterochthonius och familjen Heterochthoniidae. Inga underarter finns listade i Catalogue of Life.